# КазаПаунд

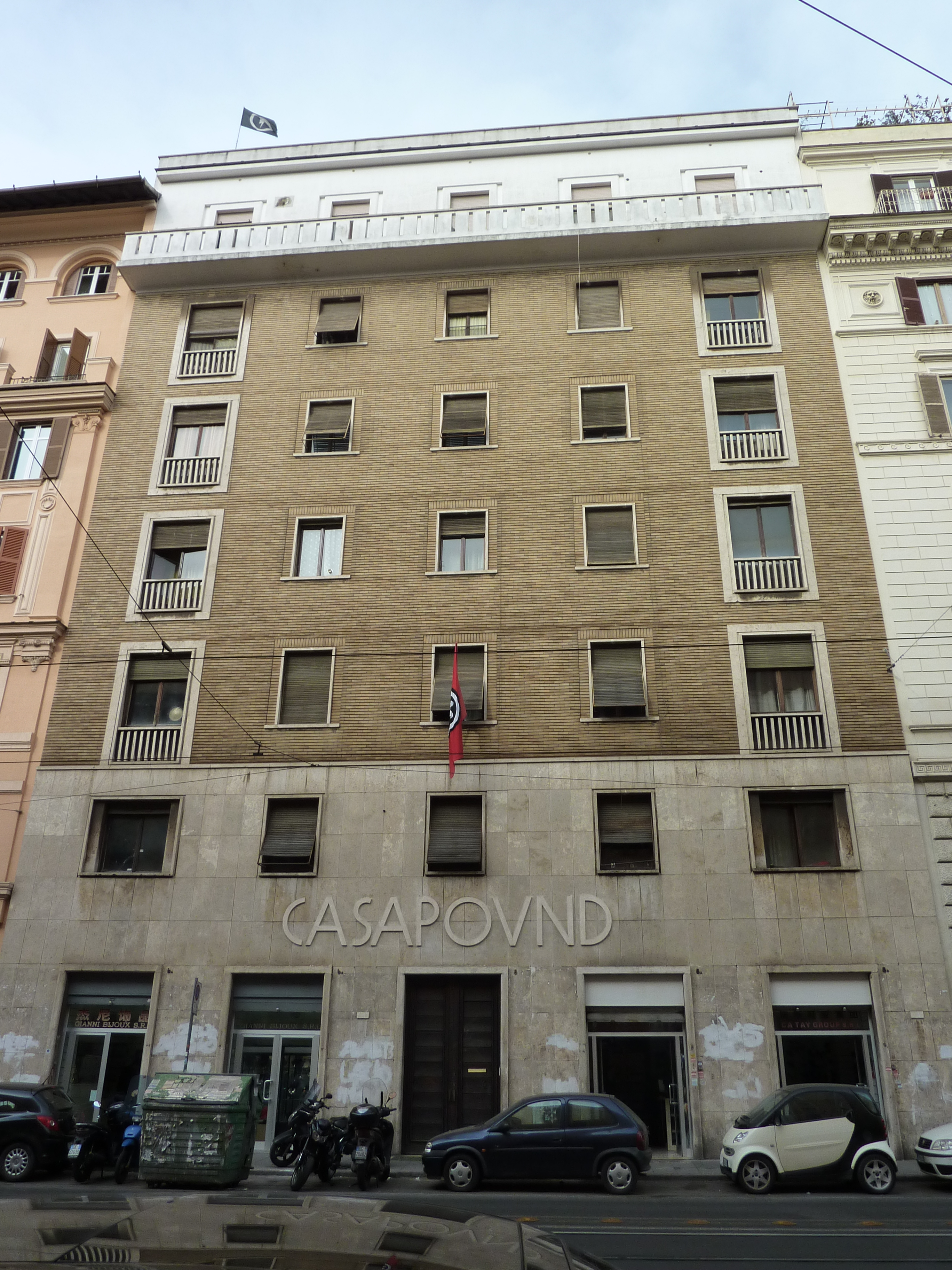
Штаб-квартира КазаПаунд в Риме по ул. Наполеона III № 8

CasaPound Italy («Дом Паунда») — неофашистский общественный центр в Риме.

## История
Организация «Дом Паунда» была основана Джанлукой Ианноне в 2003 г и названа в честь профашистского американского поэта Эзра Паунда. В 2007 году CasaPound проходит официальную государственную регистрацию как общественное движение «CasaPound Italia».

## Идеология
Идеология CasaPound имеет глубокие корни в Третьей позиции. В отчете от 13 июля 2023 года антиэкстремистская организация Global Project Against Hate and Extremism назвала CasaPound Italia неонацистской, антииммигрантской, анти-ЛГБТК+ и антицыганской партией.

## Деятельность
CasaPound реализует социальные программы: «Время быть матерями»  и «Общественная ссуда». К движению принадлежат библиотеки, бары, самодеятельный театр, туристический клуб и интернет-радио. Под юрисдикцией CasaPound действует студенческое движение «Студенческий Блок».